# Clima terrestre

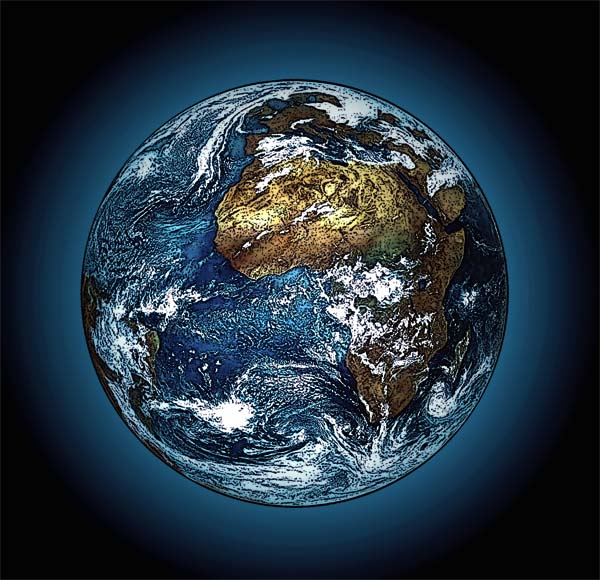
La Terra con formazioni nuvolose

Fasce climatiche della Terra

Carta semplificata del clima mondiale

Il clima di una regione è l'insieme delle condizioni meteorologiche medie di quella zona. È caratterizzato dall'insolazione, dalla temperatura, dalla pressione, dall'umidità dell'aria, dalle precipitazioni, dalla nuvolosità e dai venti, e dalle loro variazioni anomale.

## Descrizione
I fattori che influenzano il clima sono: la presenza in un territorio della vegetazione, o la sua mancanza, l'influenza delle correnti marine, quanto e come il Sole agisce, la distribuzione delle terre e dei mari, la presenza di catene montuose e naturalmente l'altitudine e la latitudine; inoltre nelle vicinanze del mare l'umidità atmosferica contribuisce alla quantità delle precipitazioni piovose.
Il clima della Terra generalmente viene diviso in fasce climatiche che seguono l'andamento dei paralleli con la vegetazione associata, in quanto ogni esemplare nasce, cresce e prospera in determinate condizioni di temperatura, pressione ed umidità, quindi risulta un valido punto di paragone per quel che riguarda le varie tipologie del clima. La Terra viene di solito divisa in cinque gruppi climatici ed ognuno di questi possiede diversi cicli:
- Clima equatoriale: possiede temperature medie molto elevate che vanno da 25 a 30 °C.

- Clima desertico: con piogge (inferiori a 250 mm all'anno) e può essere diviso in clima arido caldo e clima arido freddo.

- Clima mediterraneo: proprio delle zone temperate con temperature che variano dai 25 °C estivi e 12-15 °C invernali.

- Clima oceanico : qui si è in presenza dell'oceano che tende a livellare le temperature da 15 °C d'estate a3-4 °C d'inverno.

- Clima continentale : nello specifico di zone interne (lontane dal mare), con estati calde ed inverni freddi.

In montagna si trova una situazione equivalente agli ambienti che vanno dall'equatore ai poli; con l'aumentare dell'altezza diminuisce la temperatura, solo che ogni differenza avviene nello spazio di pochissimi chilometri, al contrario delle migliaia di chilometri che separano l'equatore dai poli.
Ad altri fenomeni di cambiamento del clima contribuiscono vari meccanismi naturali e quelli antropogenici, (cioè variazioni della composizione dell'atmosfera grazie all'attività umane), che variano il bilancio energetico globale, fra radiazioni ad onda corta (ultravioletta - visibile) e radiazioni ad onda lunga (infrarossa), e perciò forzano il clima a cambiare (climate forcing).
Nel periodo Pleistocene molte variazioni climatiche si alternarono con espansioni e ritiro dei ghiacciai; dopo questo intervallo negli ultimi 5.000-6.000 anni altri apprezzabili cambiamenti avvennero sulla Terra.
Nell'Alto Medioevo (secolo) vi fu un periodo caldo seguito da un altro particolarmente freddo, avvenuto verso la fine del XVI e la seconda metà del XIX, seguito da un periodo caldo che dura fino ad oggi. Queste variazioni sono testimoniate dall'avanzamento e ritiro dei ghiacciai alpini. Tutto fa pensare a periodi ciclici a cui va incontro la Terra, dovuti a fattori più svariati, tra cui fra gli ultimi, come affermato da scienziati russi, il nostro pianeta nel suo girovagare assieme al sistema solare attraverserebbe zone dello spazio più o meno ricche di radiazioni ed appunto ora ci troveremmo in una di queste maggiormente densa e ciò causerebbe l'anomalo momento di caldo con tutte le implicazioni che comporterebbe.